# El País que Volem
El País que Volem és un procés participatiu obert a la ciutadania, que té per objectiu recollir les seves aportacions, propostes i diàleg sobre com hauria de ser Catalunya del segle xxi.
La iniciativa està impulsada per diverses entitats de la societat civil catalana, que conformen un Consell d'Entitats, entre les quals hi ha l'Ens de l'Associacionisme Cultural Català, la Universitat Catalana d'Estiu, l'ANC i la Fundació Congrés de Cultura Catalana, que el plantegen com un procés obert a totes les persones i entitats dels diversos sectors i territoris que, més enllà de la consulta i del seu resultat, veuen la necessitat de prendre part en un procés no partidista d'imaginar el país.
El procés es va presentar en públic el 29 de maig al Born Centre Cultural de Barcelona, en un acte en el qual hi van assistir molts dels membres que formen el Consell Ciutadà, un dels òrgans que tutela i dirigeix el procés. El Consell Ciutadà està format, inicialment, per més de 80 persones de diversos àmbits professionals, socials i ideològics; amb visions i sensibilitats socials diverses, entre d'altres: Pere-Joan Cardona, investigador biomèdic; Antoni Castells, economista; Xavier Solano, assessor al Parlament Britànic; Salvador Cardús, sociòleg; Julià de Jòdar, escriptor; Antoni Dalmau, escriptor; Muriel Casals, presidenta d'Òmnium Cultural; Carles Boix, professor de la Universitat de Princeton; Lluís Rabell, president de la FAVB; Ferran Requejo, politòleg; Toni Soler, periodista, Carme Forcadell, presidenta de l'ANC; Toni Albà, actor o Imma Tubella, sociòloga.
El projecte es desenvoluparà en tres fases:
- D'abril al desembre de 2014, en què cada persona o col·lectiu podrà plantejar els reptes clau del país i les propostes per fer-hi front.
- De gener a febrer de 2015, el Consell Ciutadà i el Consell d'Entitats recolliran les aportacions.
- El 23 d'abril de 2015, es faran públics els resultats del procés i les diverses propostes recollides per fer front comú als reptes clau de Catalunya.

El suport per a recollir les propostes és una plataforma web i es fomentarà l'aportació d'idees amb l'organització d'activitats especialitzades i la difusió a les xarxes socials.